# Victor Ordóñez
Victor Ordóñez (ur. 30 września 1981 roku w Madrycie) – hiszpański kierowca wyścigowy.

## Kariera
Ordóñez rozpoczął karierę w wyścigach samochodowych w 2000 roku od startów w Open Telefonica by Nissan z hiszpańską ekipą Repsol Meycom. Z dorobkiem 23 punktów uplasował się na trzynastej pozycji w klasyfikacji generalnej. Rok później stawał już na podium. Uzbierane 39 punktów dało mu jedenaste miejsce w końcowej klasyfikacji kierowców. W sezonie 2002 Hiszpan wystartował w trzynastu wyścigach. Tym razem uplasował się na 23 miejscu. W Hiszpańskiej Formule 3 Ordóñez występował w 2003 roku. Tu jednak nigdy nie stawał na podium. Tu został sklasyfikowany na 22 miejscu. W późniejszych latach startował jeszcze w Spanish GT Championship. W latach 2005 i 2007 uzbierał odpowiednio 38 i 12 punktów. W pierwszym sezonie startów uplasował się tuż za podium klasyfikacji generalnej. Dwa lata później był dziesiąty.